# The Producers (comédie musicale)
Pour les articles homonymes, voir Les Producteurs.
The Producers est une comédie musicale adaptée par Mel Brooks et Thomas Meehan du film homonyme de Brooks datant de 1968. Les paroles et musiques ont été écrites  par Brooks et arrangées par Glen Kelly et Doug Besterman. Comme dans le film, l'histoire concerne deux producteurs théâtraux qui prévoient de s'enrichir en montant la pire comédie musicale (Un printemps pour Hitler), pour tirer profit du flop prévisible. Des complications surviennent lorsque le spectacle se révèle inopinément réussi.
Après 33 avant-premières, l'original de Broadway a eu lieu au St. James Theatre le 19 avril 2001, mettant en vedette Nathan Lane et Matthew Broderick. Il a été joué 2502 fois, remportant un record 12 Tony Awards. Il a donné naissance à une production londonienne couronnée de succès pendant un peu plus de deux ans, à des tournées nationales aux États-Unis et au Royaume-Uni, à de nombreuses productions dans le monde entier et à une version cinématographique de 2005.

## Développement
David Geffen a persuadé Mel Brooks d'adapter son film en une comédie musicale. Lorsque Brooks a rencontré Jerry Herman pour discuter de leur collaboration, Herman a refusé, lui disant qu'il devrait faire le travail lui-même car il était un bon auteur-compositeur. Brooks a ensuite demandé à Thomas Meehan de le rejoindre pour écrire le livret. Brooks a persuadé Mike Ockrent et son épouse Susan Stroman de se joindre à l'équipe créative en tant que directeur et chorégraphe. Après la mort d'Ockrent en 1999, Stroman a accepté de continuer en tant que directeur et chorégraphe.

## Numéros musicaux
| Act I - Ouverture – Orchestre - Opening Night – Usherettes et la troupe - The King of Broadway – Max et la troupe - We Can Do It – Max et Leo - I Wanna Be a Producer – Leo, Showgirls and Accountants - We Can Do It (reprise) – Leo et Max - In Old Bavaria – Franz - Der Guten Tag Hop-Clop – Franz, Leo et Max - Keep It Gay – Roger, Carmen, Max, Leo, Production Team et la troupe - When You Got It, Flaunt It – Ulla - Along Came Bialy – Max et la troupe - Act I Finale – Max, Leo, Ulla, Franz, Roger, Carmen, Production Team et la troupe | Act II - That Face – Leo, Ulla and Max - Haben Sie Gehört Das Deutsche Band? – Jason et Franz - Opening Night (reprise) – Usherettes - You Never Say 'Good Luck' on Opening Night – Roger, Carmen, Franz, Leo et Max - Springtime for Hitler – Lead Tenor Stormtrooper, Ulla, Roger et la troupe - Where Did We Go Right? – Leo et Max - Betrayed – Max - ’Til Him – Leo, Max et Little Old Ladies - Prisoners of Love – Convicts - Prisoners of Love (reprise) – Roger, Ulla et la troupe - Leo and Max – Max et Leo - Goodbye! – La troupe |

## Récompenses et nominations
Lors des Tony Awards 2001, The Producers remporte 12 des 15 nominations, marquant un record de la comédie musicale remportant le plus de prix sur l'ensemble de ses nominations,. Ce record a été égalé en 2009 par Billy Elliot the Musical et battu en 2016 par Hamilton qui a reçu 16 nominations, mais qui n'en a remporté que 11.

### Production originale de Broadway
| Année | Cérémonie        | Catégorie                                 | Nomination                  | Résultat   |
| ----- | ---------------- | ----------------------------------------- | --------------------------- | ---------- |
| 2001  | Tony Award       | Best Musical                              | Best Musical                | Lauréat    |
| 2001  | Tony Award       | Best Book of a Musical                    | Mel Brooks et Thomas Meehan | Lauréat    |
| 2001  | Tony Award       | Best Original Score                       | Mel Brooks                  | Lauréat    |
| 2001  | Tony Award       | Best Actor in a Musical                   | Nathan Lane                 | Lauréat    |
| 2001  | Tony Award       | Best Actor in a Musical                   | Matthew Broderick           | Nomination |
| 2001  | Tony Award       | Best Featured Actor in a Musical          | Gary Beach                  | Lauréat    |
| 2001  | Tony Award       | Best Featured Actor in a Musical          | Roger Bart                  | Nomination |
| 2001  | Tony Award       | Best Featured Actor in a Musical          | Brad Oscar                  | Nomination |
| 2001  | Tony Award       | Best Featured Actress in a Musical        | Cady Huffman                | Lauréat    |
| 2001  | Tony Award       | Best Direction of a Musical               | Susan Stroman               | Lauréat    |
| 2001  | Tony Award       | Best Choreography                         | Susan Stroman               | Lauréat    |
| 2001  | Tony Award       | Best Orchestrations                       | Doug Besterman              | Lauréat    |
| 2001  | Tony Award       | Best Scenic Design                        | Robin Wagner                | Lauréat    |
| 2001  | Tony Award       | Best Costume Design                       | William Ivey Long           | Lauréat    |
| 2001  | Tony Award       | Best Lighting Design                      | Peter Kaczorowski           | Lauréat    |
| 2001  | Drama Desk Award | Outstanding Musical                       | Outstanding Musical         | Lauréat    |
| 2001  | Drama Desk Award | Outstanding Book of a Musical             | Mel Brooks et Thomas Meehan | Lauréat    |
| 2001  | Drama Desk Award | Outstanding Actor in a Musical            | Nathan Lane                 | Lauréat    |
| 2001  | Drama Desk Award | Outstanding Actor in a Musical            | Matthew Broderick           | Nomination |
| 2001  | Drama Desk Award | Outstanding Featured Actor in a Musical   | Gary Beach                  | Lauréat    |
| 2001  | Drama Desk Award | Outstanding Featured Actor in a Musical   | Roger Bart                  | Nomination |
| 2001  | Drama Desk Award | Outstanding Featured Actress in a Musical | Cady Huffman                | Lauréat    |
| 2001  | Drama Desk Award | Outstanding Director of a Musical         | Susan Stroman               | Lauréat    |
| 2001  | Drama Desk Award | Outstanding Choreography                  | Susan Stroman               | Lauréat    |
| 2001  | Drama Desk Award | Outstanding Orchestrations                | Doug Besterman              | Lauréat    |
| 2001  | Drama Desk Award | Outstanding Lyrics                        | Mel Brooks                  | Lauréat    |
| 2001  | Drama Desk Award | Outstanding Set Design                    | Robin Wagner                | Lauréat    |
| 2001  | Drama Desk Award | Outstanding Costume Design                | William Ivey Long           | Lauréat    |
| 2001  | Drama Desk Award | Outstanding Lighting Design               | Peter Kaczorowski           | Nomination |

### Production originale à Londres
| Année | Cérémonie              | Catégorie                                          | Nomination        | Résultat   |
| ----- | ---------------------- | -------------------------------------------------- | ----------------- | ---------- |
| 2005  | Laurence Olivier Award | Best New Musical                                   | Best New Musical  | Lauréat    |
| 2005  | Laurence Olivier Award | Best Actor in a Musical                            | Nathan Lane       | Lauréat    |
| 2005  | Laurence Olivier Award | Best Actor in a Musical                            | Lee Evans         | Nomination |
| 2005  | Laurence Olivier Award | Best Actress in a Musical                          | Leigh Zimmerman   | Nomination |
| 2005  | Laurence Olivier Award | Best Performance in a Supporting Role in a Musical | Conleth Hill      | Lauréat    |
| 2005  | Laurence Olivier Award | Best Director                                      | Susan Stroman     | Nomination |
| 2005  | Laurence Olivier Award | Best Theatre Choreographer                         | Susan Stroman     | Nomination |
| 2005  | Laurence Olivier Award | Best Costume Design                                | William Ivey Long | Nomination |

### Production originale à Paris
Le spectacle se joue pour la première fois en France depuis le 2 décembre 2021 au Théâtre de Paris. Il est co-produit par Stage Entertainment, le Théâtre de Paris, Acme et Arts Live Entertainment. Nicolas Engel en signe l'adaptation française. Alexis Michalik en signe la nouvelle mise en scène.
Distribution française originale :
- Serge Postigo : Max Bialystock
- Benoit Cauden : Leo Bloom
- Régis Vallée : Franz Liebkind
- David Eguren : Roger de Bris
- Andy Cocq : Carmen Ghia
- Roxane le Texier : Ulla
- Véronique Hatat : Prends-Moi Touche-moi et Ensemble
- Alexandre Bernot : Le Soldat d'Assaut, Bryan et Ensemble
- Marianne Orlowski : Ouvreuse, Juge et Ensemble
- Eva Tesiorowski : Ouvreuse, Shirley et Ensemble
- Léo Maindron : L'aveugle, Scott et Ensemble
- Sébastien Paulet : Kevin, Jason Green et Ensemble
- Hervé Lewandoswki : Marks, Jacques Pintade et Ensemble
- Loaï Rahman : Sabu, Donald Dinsmore et Ensemble
- Melissa Linton : Ensemble
- Carla Dona : Ensemble